# Ричард Тревитик
Ричард Тревитик (енгл. Richard Trevithick; Корнвол, 13. април 1771 — Кент, 22. април 1833) је био британски проналазач и рударски инжењер из Корнвола, једног од водећих рударских крајева тога доба. Тревитик је још од ране младости био упућен у рударство и инжењеринг. Син локалног рударског шефа, постао је један од пионира и оснивача друмског и железничког саобраћаја на парни погон. Његов најзначајнији допринос је развој прве парне машине високог притиска, а такође је саградио и прву потпуну радно способну железничку парну локомотиву, која је 21. фебруара 1804. била прва локомотива у свету која је извукла железничком пругом терет дуж деонице од рудника гвожђа до оближње жељезаре у Велсу.
Тревитик је касније радио као рударски консултант у Перу, а потом вршио истраживања Костарике. Током своје каријере прошао је многе успоне и падове, а у једном тренутку суочио се и са финансијском пропашћу. На врхунцу своје каријере постао је позната и поштована личност у рударству и у инжењерингу. Данас је његов допринос највише познат и сачуван у рударским, инжењерским и железничким круговима.

## Детињство и младост
Ричард Тревитик је рођен на имању, близу села Илоган, између Кимборна и Редрута, у срцу једне од најбогатијих области рудама у Корнволу. Био је најмлађе и једино мушко дете од шесторо деце локалног рударског шефа Ричарда Тревитика старијег (1735—1797) и Ане Тиги (умрла је 1810.), кћерке једног рудара. Ричард млађи је био врло висок у односу на своје вршњаке и током детињства се више занимао за игру него за школу. Родитељи су га послали у оближњу варошицу Кимборн да заврши школу, у којој није придавао много пажње учењу. Један од његових школских мајстора га је описао следећим речима: „непослушан, спор, тврдоглав, размажен дечак, често одсутан и веома непажљив“. Још као дете имао је прилику да види парну машину која испумпава воду из окна рудника бакра и калаја. У то доба, у непосредном суседству, живео је и радио, Вилијам Мердок, сарадник и заступник фирме за производњу парних машина Болтон & Ват, власништво Метјуа Болтона и Џејмс Вата, а који је касније, под њиховим утицајем, постао и сам проналазач и пионир у усавршавању парних машина. Мердок и његови огледи са друмском локомотивом на парни погон су имали сигурно велики утицај на младог Тревитика, које су исто тако одушевљавале и локалне мештане и рударе.
У својој 19. години, Тревитик се прво запослио у оближњем руднику. Био је одушевљен својим послом а убрзо је стекао статус консултанта што је било необично за тако младог човека, а највероватније због угледа који је уживао његовог отац. Године 1797. Тревитик се оженио са Џени Харвеј са којом ће касније имати шесторо деце. Џени је била кћерка бившег рудара који ће 1779. године основати малу ливницу.

## Машина високог притиска
До тог доба, парне машине биле су „атмосферског“ типа, које је оригинално изумео Томас Њукомен 1712. и које су исто тако познате као машине ниског притиска. Џејмс Ват, током пословне сарадње са Метјуом Болтоном, имао је бројне патенте које су значајно усавршиле и побољшале рад Њукоменове машине, а поготово „патент за одвојени кондензатор паре“.
Године 1797, Тревитик се запослио у другом оближњем руднику Динг Донг, овог пута као рударски инжењер. Тамо је започео пионирске огледе са високим притиском паре. Радио је на изради и унапређењу парне машине како би избегао ауторски патент фирме Болтон & Ват на одвојени кондензатор паре. Тревитик није био први који је размишљао о тзв. „јакој пари“. Вилијам Мердок је био развио и демонстрирао модел парне кочије, почевши од 1784, коју је поново демонстрирао Тревитику на његову знатижељу. У ствари, Тревитик и Мердок су биле комшије у Редруту 1797. и 1798. Након тога Тревитик је почео да ради на изради првих модела парне машине високог притиска (од неколико атмосфера), први је био стационаран, а потом други који је био уграђен на друмске кочије. Користио је двопотисни цилиндар, са дистрибуцијом паре путем четворосмерног вентила. Издувна пара је излазила путем вертикалне цеви или чунка у ваздух, чиме је избегао „кондензатор“ и повреду Ватовог патента. Линеарно кретање је било директно измењено у кружно кретање преко курбле.
Тревитик је завршио израду своје друмске парне локомотиве (кочије) 1801. Уочи Божића исте године први пут је успешно тестирана „друмска машина“ превозећи 10 путника и постиже брзину од 10km/h Четвртом улицом у Редруту, а потом настављајући да вози у правцу камборског раскршћа и оближњег села Беком. Његов рођак и сарадник, Ендру Вивијан, усмеравао је машину. Овај догађај је шире прихваћен и признат као први успешни превоз на парни погон. Три дана касније, током испитивања и вожње, друмска локомотива се оштетила, након преласка преко рупе на путу. Возило је остављено у најближе покривеном објекту, међутим, непажњом ватра није била угашена док су „возачи“ отишли у кафану на оброк од печене гуске и пиће. У међувремену, вода је прокључала, а машина се прегрејала и запалила. Тревитик ово није сматрао за озбиљну сметњу већ за грешку оператера.
Наредне, 1802. године, Тревитик је патентирао машину високог притиска. Да би доказао своје идеје израдио је стационарни модел у једној фирми у Шропширу, 1802. Након мерења избројано је четрдесет такта клипом за минут, са притиском у котлу од 145 пси (фунти по квадратном инчу).
Предузеће Колбрукдејл, из истоименог села у Шропширу, израдило је Тревитикову парну локомотиву, али је мало података остало сачувано о томе, укључујући и то да ли је била возно употребљива. Једини податак сачуван о тој локомотиви је технички цртеж који се налази у Музеју науке у Лондону, укључујући Тревитиково писмо свом пријатељу Дејвису Гриду. Конструктивно решење је чинило један хоризонтални цилиндар смештен у котлу. Замајац покреће точкове на једној страни путем зупчаника, а осовина се налази на котлу, без рама. На цртежу, клип се налази непосредно изнад врата ложионице, што чини само машину веома опасном при кретању.

## Кочија на парни погон у Лондону
Прва Тревитикова друмска парна локомотива (кочија или возило) из 1801. године није била у стању да одржи довољан притисак паре на дуже време због чега није била од практичне користи. Године 1803, Тревитик је израдио још једно друмско возило (кочију) на парни погон, коју је назвао Лондонска парна кочија. Ово друмско возило на парни погон је одмах привукло велику пажњу јавности и штампе када га је провозао исте године у Лондону, од Холборна до Падингтона, и назад. Сама вожња је била непријатна за путнике, међутим, главни разлог због чега је напуштен даљи развој је да је било пуно скупље за вожњу него са коњским запрежним кочијама.

## Галерија
- Реплика Тревитикове друмске парне локомотиве (кочије или возила).
- Споменик Ричарду Тревитику у Корнволу.